# Gustav Reingrabner
Gustav Reingrabner (* 4. Oktober 1936 in Wien; † 14. Februar 2025) war ein österreichischer evangelisch-lutherischer Theologe. Er war von 1975 bis 1994 Superintendent der Evangelischen Superintendentur A. B. Burgenland. Von 1986 bis 2005 lehrte er Kirchenrecht an der Evangelisch-Theologischen Fakultät der Universität Wien. Als Wissenschaftler war Reingrabner auf die Geschichte des Protestantismus in Österreich spezialisiert. Er interessierte sich auch für evolutionäre Entwicklungen von kulturellen Gütern und publizierte regelmäßig in Tagungsbänden zur Kulturethologie.

## Leben
Die Familie von Gustav Reingrabner stammte aus Zurndorf im Burgenland. Reingrabner ging in seiner Geburtsstadt Wien zur Schule und studierte anschließend Evangelische Theologie an der Universität Wien. Von 1960 bis 1963 war er Vikar an der Gustav-Adolf-Kirche im Wiener Stadtteil Gumpendorf.
Als Hans Gamauf 1962 zum Superintendenten der Evangelischen Superintendentur A. B. Burgenland gewählt wurde, übernahm Gustav Reingrabner dessen Pfarrstelle in der burgenländischen Gemeinde Großpetersdorf. Von 1964 bis 1973 war er außerdem als Jugendpfarrer für die evangelisch-lutherischen Gemeinden im Burgenland tätig. Er unterrichtete evangelische Religion an mehreren höheren Schulen, darunter am Evangelischen Oberstufengymnasium in Oberschützen, an der Handelsakademie in Oberwart und am Oberstufenrealgymnasium in Güssing. Hinzu kamen Lehraufträge an der Expositur Oberschützen der Hochschule für Musik und darstellende Kunst in Graz. 1973 veröffentlichte er seine Dissertation zum Thema Adel und Reformation.
Als gewählter Nachfolger von Hans Gamauf trat Gustav Reingrabner am 1. Oktober 1975 das Amt des Superintendenten der Evangelischen Superintendentur A. B. Burgenland an. Seine Tätigkeit als burgenländischer Superintendent beendete Reingrabner 1994. Seine Nachfolgerin in diesem Amt wurde Gertraud Knoll. 1986 habilitierte sich Reingrabner an der Universität Wien, wo er 1990 – als Nachfolger von Albert Stein – den Lehrstuhl für Kirchenrecht erhielt. Nach seiner Emeritierung 2005 wurde das Institut für Kirchenrecht und Evangelische Kirchenordnung aufgelöst. Reingrabner war Projektleiter für die Erforschung der Nationalsozialismus-kritischen Predigten von Arnold Köster.

## Auszeichnungen
- 1987 Großes Goldenes Ehrenzeichen für Verdienste um die Republik Österreich[4]
- 1994 Komturkreuz des Landes Burgenland mit dem Stern[5]
- 1997 Wissenschaftspreis des Landes Niederösterreich

## Schriften
- Vorige Zeiten. Aus der Geschichte der evangelischen Pfarrgemeinde Großpetersdorf. Presbyterium d. Evang. Pfarrgemeinde A. B. Großpetersdorf, Großpetersdorf 1970.
- Aus der Geschichte der evangelischen Kirche und Gemeinde in Kukmirn. Presbyterium der Evangelischen Pfarrgemeinde A. B. Kukmirn, Kukmirn 1977.
- Protestantismus in Niederösterreich (= Wissenschaftliche Schriftenreihe Niederösterreich 27 Geschichte, Kunst, Literatur und Musik). Verlag Niederösterreichisches Pressehaus, Sankt Pölten u. a. 1977, ISBN 3-85326-518-9.
- Evangelisch im Burgenland. 200 Jahre Toleranzpatent. Evangelische Superintendentialgemeinde A.B. Burgenland, Eisenstadt 1981.
- Protestanten in Österreich. Geschichte und Dokumentation. Böhlau, Wien u. a. 1981, ISBN 3-205-07140-9.
- Aus der Kraft des Evangeliums. Geschehnisse und Personen aus der Geschichte des österreichischen Protestantismus. Martin-Luther-Verlag u. a., Erlangen 1986, ISBN 3-87513-049-9.
- Evangelischer Glaube. Eine Einladung. Evangelischer Bund in Österreich, Wien 1988 (2., verbesserte und erweiterte Auflage. ebenda 1997).
- als Herausgeber mit Karl Schwarz: Quellentexte zur österreichischen evangelischen Kirchengeschichte zwischen 1918 und 1945. Evangelischer Presseverband in Österreich, Wien 1989, ISBN 3-85073-205-3.
- als Herausgeber: Zwischen Herren und Ackersleuten. Bürgerliches Leben im Waldviertel 1500–1700. Berger, Horn 1990.
- Unterwegs zum Leben. Evangelischer Presseverband, Wien 1995, ISBN 3-85073-046-8.
- Evangelische in Österreich. Vom Anteil der Protestanten an der österreichischen Kultur und Geschichte. Evangelischer Presseverband in Österreich, Wien 1996, ISBN 3-85073-675-X.
- Stationen der Geschichte. Zur Kulturgeschichte einiger Orte im Gebiet des unteren Kamps. G. Reingrabner, Wien 1998 (Privatdruck).
- „Als man um die Religion stritt ...“. Reformation und katholische Erneuerung im Waldviertel 1500–1660. Höbarthmuseum, Horn 2000.
- Evangelisch! Gestern und Heute einer Kirche (= Publikation des Niederösterreichischen Landesmuseums. NF Bd. 437). Niederösterreichisches Landesmuseum, St. Pölten 2002, ISBN 3-85460-204-9.
- Begleittext. In: Johann Georg Bruckner: Was ist des Menschen Leben? Lebenserinnerungen eines Schuhmachermeisters aus Oberschützen. 1828–1909. Herausgegeben und bearbeitet von Edith Schedl. edition lex liszt 12, Oberwart 2005, ISBN 3-901757-42-2.
- Um Glaube und Freiheit. Eine kleine Rechtsgeschichte der Evangelischen in Österreich und ihrer Kirche (= Schriften zum Staatskirchenrecht. Bd. 35). Lang, Frankfurt am Main u. a. 2007, ISBN 978-3-631-56429-5.